# Vântul se întețește
Vântul se întețește este un film japonez de animație din 2013 scris și regizat de Hayao Miyazaki.

## Distribuție
| Personaj                                                  | Vers. japoneză                       | Vers. engleză                              |
| --------------------------------------------------------- | ------------------------------------ | ------------------------------------------ |
| Jiro Horikoshi (堀越 二郎 Horikoshi Jirō?)                | Hideaki Anno Kaichi Kaburagi (tânăr) | Joseph Gordon-Levitt Zach Callison (tânăr) |
| Nahoko Satomi (里見 菜穂子 Satomi Nahoko?)                | Miori Takimoto Mayu Iino (tânăr)     | Emily Blunt Madeleine Rose Yen (tânăr)     |
| Kiro Honjo (本庄 季郎 Honjō Kirō?)                        | Hidetoshi Nishijima                  | John Krasinski                             |
| Kurokawa (黒川?)                                          | Masahiko Nishimura                   | Martin Short                               |
| Castorp (カストルプ Kasutorupu?)                          | Stephen Alpert                       | Werner Herzog                              |
| Satomi (里見?)                                            | Morio Kazama                         | William H. Macy                            |
| Jiro's mother (二郎の母 Jirō no haha?)                    | Keiko Takeshita                      | Edie Mirman                                |
| Kayo Horikoshi (堀越 加代 Horikoshi Kayo?)                | Mirai Shida Maki Shinta (tânăr)      | Mae Whitman Eva Bella (tânăr)              |
| Hattori (服部?)                                           | Jun Kunimura                         | Mandy Patinkin                             |
| Mrs. Kurokawa (黒川夫人 Kurokawa fujin?)                  | Shinobu Otake                        | Jennifer Grey                              |
| Giovanni Battista Caproni (カプローニ Kapurōni?)          | Nomura Mansai                        | Stanley Tucci                              |
| Kinu (絹?)                                                | Haruka Shibuya                       | Mae Whitman                                |
| Sone (曽根?)                                              |                                      | Elijah Wood                                |
| Mitsubishi employee (三菱の従業員 Mitsubishi no jūgyōin?) |                                      | Ronan Farrow                               |
| Katayama (片山?)                                          |                                      | Darren Criss                               |
| Flight Engineer                                           |                                      | David Cowgill                              |